# Маколопецане
Маколопецане (англ. Makolopetsane) — одна з місцевих громад, що розташована в районі Масеру, Лесото. Населення місцевої громади у 2006 році становило 7 415 осіб.